# GALT
GALT (англ. Galactose-1-phosphate uridylyltransferase) – білок, який кодується однойменним геном, розташованим у людей на короткому плечі 9-ї хромосоми. Довжина поліпептидного ланцюга білка становить 379 амінокислот, а молекулярна маса — 43 363.
| 10         |  | 20         |  | 30         |  | 40         |  | 50         |
| ---------- |  | ---------- |  | ---------- |  | ---------- |  | ---------- |
| MSRSGTDPQQ |  | RQQASEADAA |  | AATFRANDHQ |  | HIRYNPLQDE |  | WVLVSAHRMK |
| RPWQGQVEPQ |  | LLKTVPRHDP |  | LNPLCPGAIR |  | ANGEVNPQYD |  | STFLFDNDFP |
| ALQPDAPSPG |  | PSDHPLFQAK |  | SARGVCKVMC |  | FHPWSDVTLP |  | LMSVPEIRAV |
| VDAWASVTEE |  | LGAQYPWVQI |  | FENKGAMMGC |  | SNPHPHCQVW |  | ASSFLPDIAQ |
| REERSQQAYK |  | SQHGEPLLME |  | YSRQELLRKE |  | RLVLTSEHWL |  | VLVPFWATWP |
| YQTLLLPRRH |  | VRRLPELTPA |  | ERDDLASIMK |  | KLLTKYDNLF |  | ETSFPYSMGW |
| HGAPTGSEAG |  | ANWNHWQLHA |  | HYYPPLLRSA |  | TVRKFMVGYE |  | MLAQAQRDLT |
| PEQAAERLRA |  | LPEVHYHLGQ |  | KDRETATIA  |  |            |  |            |

A: Аланін

C: Цистеїн

D: Аспарагінова кислота

E: Глутамінова кислота

F: Фенілаланін

G: Гліцин

H: Гістидин

I: Ізолейцин

K: Лізин

L: Лейцин

M: Метіонін

N: Аспарагін

P: Пролін

Q: Глутамін

R: Аргінін

S: Серин

T: Треонін

V: Валін

W: Триптофан

Кодований геном білок за функцією належить до трансфераз. 
Задіяний у таких біологічних процесах, як вуглеводний обмін, альтернативний сплайсинг. 
Білок має сайт для зв'язування з іонами металів, іоном цинку. 